# Lázaro Borges
Lázaro Borges, född 19 juni 1986 i Havanna, är en kubansk friidrottare som tävlar i stavhopp.